# Impatiens ceratophora
Impatiens ceratophora är en balsaminväxtart som beskrevs av Comber. Impatiens ceratophora ingår i släktet balsaminer, och familjen balsaminväxter. Inga underarter finns listade i Catalogue of Life.